# Casa dell'Orfano (Clusone)
Casa dell'Orfano è la denominazione locale con cui si intende il complesso di edifici, collocato nella pineta di Clusone, nato negli anni venti con lo scopo di istituire una struttura per ospitare e assistere i numerosi orfani di guerra bergamaschi.

## Storia
La struttura della Casa dell'Orfano venne ideata e completata da don Giovanni Antonietti, cappellano militare degli Alpini che visse in prima persona gli orrori della guerra e il dramma dei bambini sopravvissuti; fu per questo che decise di istituire una struttura per poter tutelare e assistere i bambini orfani di guerra nella villa di Ponte Selva di Clusone. Prima dell'apertura della Casa dell'Orfano, gli iniziali proprietari della villa, crearono nel 1924 una società per attrezzare un sanatorio privato; nel giugno 1925 esso fu trasformato in preventorio per l'infanzia per ospitare i più bisognosi tra gli orfani di guerra, i quali permanevano all’interno della struttura o per diversi anni, o per un breve periodo di tempo o, addirittura, giornalmente nel caso si trattasse di orfani di padre e madri lavoratrici.
Il 24 giugno 1925 la Casa fu aperta, ospitando i primi 40 orfanelli. Il 28 giugno dello stesso anno la struttura venne inaugurata, con la presenza di Giacomo Suardo allora Sottosegretario di Stato alla Presidenza del Consiglio, Luigi Federzoni allora Ministro dell'interno e Giovanni Giuriati allora Ministro dei lavori pubblici.
Tra il 1926 e il 1950, grazie al sostegno dei numerosi benefattori (tra i quali le famiglie Suardo, Pesenti, Agliardi, Valli) vengono costruiti diversi edifici, attrezzando la struttura di diversi servizi e aumentando gli spazi per poter ospitare un numero crescente di bambini. I diversi acquisti di edifici e prati portarono la superficie attuale del villaggio a quella attuale di 54.000 metri quadrati.
Gli orfanelli che trovarono rifugio, assistenza e un luogo di formazione furono, nel tempo, oltre ventimila.

## Don Giovanni Antonietti
Giovanni Antonietti nacque a Cirano, una piccola frazione di Gandino, il 7 febbraio 1892. Orfano di padre dalla nascita, visse la sua infanzia con la madre e gli zii materni che erano contadini. Entrò in seminario dopo le scuole elementari. Per pagarsi la retta fece l’assistente nel collegio dei sordomuti di Bergamo e prestando servizio presso l’albergo popolare della città, la famosa Opera Bonomelli. Tra i suoi insegnanti in seminario ebbe anche il prof. Angelo Roncalli, futuro Papa Giovanni XXIII. Venne ordinato sacerdote nel 1914. Allo scoppio della prima guerra mondiale venne assegnato a una compagnia di sanità, ma presto ottenne il trasferimento in una zona operativa, assegnato alle truppe alpine. Tornato alla vita civile riprese il suo posto come curato presso la parrocchia di Chiuduno, organizzando assistenza per le persone colpite dall’epidemia di spagnola che fece in Italia centinaia di migliaia di morti.
L'impegno nella guerra e il prodigarsi durante l’epidemia gli costò seri disturbi polmonari che lo portarono al ricovero nel sanatorio di Groppino, dove rimase per diversi mesi.
In quel periodo maturò in don Antonietti l'idea di istituire, all'interno della pineta di Clusone, una casa per ospitare e assistere i numerosi orfani di guerra della provincia di Bergamo, alcuni dei quali figli di tanti alpini caduti sui campi di battaglia. Don Antonietti diresse la Casa dell'Orfano per oltre 50 anni.
Nel 1955 don Antonietti contribuì a fondare l'Associazione Nazionale dei Cappellani Militari Italiani, di cui fu primo presidente fino al 1969.
Nel 1959 venne nominato da Papa Giovanni XXIII, Cappellano d'onore di Sua Santità.
Morì nel novembre del 1976 e la sua salma riposa nella chiesetta della sua Casa dell'Orfano.

## Composizione del villaggio

### Casa madre
La Casa Madre di quattro piani costituisce l'edificio centrale del complesso. Inizialmente serviva da residenza dei proprietari iniziali. Successivamente nel 1924, venne attrezzata per ospitare un sanatorio privato. Qui vennero sistemate la cucina, la dispensa, la cella frigorifera, i refettori, le sale soggiorno, la direzione, le scuole e due piani di dormitori e camere da lette per le suore.

### Padiglione Suardo
Il crescente numero di richieste di ospitare nuovi orfani, portò alla costruzione di un nuovo edificio, il Padiglione Suardo. L'edificio, progettato dall'ing. Emilio Donizetti, venne inaugurato il 26 giugno 1926 e venne intitolato alla contessa Giulia Suardo Scotti, madre dell'allora sottosegretario di Stato alla Presidenza del Consiglio e futuro Presidente del Senato del Regno Giacomo Suardo. Sul terrazza dell'edificio gli orfani ospitati nella struttura beneficiavano della cura elioterapica, molto diffusa in epoca fascista.

### Chiesa
La costruzione di una chiesa nel villaggio della Casa dell'Orfano avvenne tra il 1928 e il 1929. La chiesa, il cui 
progetto era dell'ing. Luigi Angelini, venne solennemente inaugurata il 21 luglio 1929, alla presenza dell'allora vescovo di Bergamo Luigi Maria Marelli. La chiesa è dedicata a Cristo Re. Il pittore Pasquale Arzuffi di Zanica si occupò dell'affresco del presbiterio, Pietro Servalli di Gandino si occupò delle decorazioni del frontone e degli affreschi alle pareti, mentre Fermo Taragni si occupò delle altre decorazioni.
Inoltre è presente un grande affresco dipinto nel 1964 dal pittore Monzio Compagnoni Arturo.

### Casa Portineria
La casa portineria è un edificio a tre piani, costruito nel 1931, su progetto dell'ing. Pietro Savoldelli, e aveva lo scopo di accogliere i bambini e immatricolarli. L'interno ospitava tre sale mediche, un ambulatorio dotato di servizi recenti come i raggi X, ambienti con bagni e docce e alcune camere da letto. Oggi la casa portineria si presenta come una sorta di museo commemorativo. La sala maggiore della portineria è integralmente dipinta con ricordi di guerra e dedicata al Milite Ignoto. All’ingresso, sulle pareti laterali, sono stati scritti alcuni motti perché i principi educativi che Monsignor Antonietti perseguiva erano finalizzati al far crescere e formare uomini e donne dotati di: rispetto, senso del dovere, obbedienza e patriottismo (Il dovere consiste nel far più del dovere).
Nel 2007 molte opere d'arte provenienti dalla collezione della Casa dell'Orfano vengono trasferite presso il Museo Arte Tempo di Clusone; le opere sono circa una trentina e sono opere di Jacopo Palma il Giovane, Gian Paolo Cavagna, Antonio Cifrondi e altri autori veneti e bergamaschi.
Nel 2017 si sono conclusi i lavori di restauro dell'edificio che ospita oggi l'archivio storico, la biblioteca, le collezioni di ceramiche e di stampe, gli arredi e i suppellettili e la sede dell'Associazione Ex Allievi ed Amici di Monsignor Giovanni Antonietti.

### Palazzo delle Scuole
Il 3 settembre 1939 venne inaugurato l'edificio con le aule scolastiche. L'edificio venne progettato dall'architetto milanese Giovanni Muzio ed è costituito da cinque ampie aule scolastiche al primo piano, una ventina di camere poste al secondo piano e una biblioteca, i cui volumi iniziali provenivano dalla collezione Suardo.

### Altri edifici
Gli altri edifici che costituiscono il villaggio sono:
- il Padiglione dei servizi, edificio costruito tra il 1929 e il 1930 che ospitava la lavanderia, un garage, servizi vari e una torre con un serbatoio per l'acqua, a disposizione dell'intera struttura la cui acqua proveniva da una pompa posta verso la riva del fiume Serio;
- il Padiglione dell'infermeria, costruito tra il 1933 e il 1934, il quale ospitava otto stanze e un'area contumaciale, in cui venivano ricoverati e isolati gli orfani sospetti di avere malattie contagiose e che dovevano trascorrere un periodo di tempo lontano dagli altri bambini;
- la Casa colonica, costruita nel 1935 e che ospitava una moderna stalla per la produzione del latte necessario alla casa;
- il Pilo Alzabandiera, costruito nel 1937 su progetto dell'architetto Giovanni Muzio e dedicato alla memoria di Antonio Locatelli;
- il Teatro, struttura costruita a cavallo degli anni Quaranta e Cinquanta, con 800 posti a sedere tra platea e galleria.